# リース・ウェイクフィールド
リース・ウェイクフィールド（Rhys Wakefield、1988年11月20日 - ）は、オーストラリア出身の男優である。

## 来歴
1988年にオーストラリアのケアンズに生まれる。母親は医療検査員で父親は軍人だった。奨学金を得て、ニューサウスウェールズ州にあるThe McDonald Collegeで演劇を学んだ。在学中には学内のシェイクスピア劇に出演したり、オペラやバレエといった分野にも挑戦した。
2000年にオーストラリアのダンス映画『タップ・ドッグス』で映画デビュー。
2001年からオーストラリア国内で放映が始まった『Don't Blame Me』へも2エピソード出演している。
2008年のイギリスとオーストラリアの合作映画『The Black Balloon』では主役に抜擢され、同作品はベルリン国際映画祭のクリスタル・ベア賞を受賞した。
2009年にオーストラリアを舞台にした『Broken Hill』でハリウッドデビューをし、それ以来いくつかのアメリカ映画にも出演。アトランタの郊外を舞台にした異色の青春映画『プラス・ワン』では主役を演じた。
2011年にはジェームズ・キャメロンが製作総指揮を務めたサバイバル映画の『サンクタム』にも出演している。

## 出演作品

### 映画
- タップ・ドッグス Bootmen (2000)
- The Black Balloon (2008)
- Broken Hill (2009)
- サンクタム Sanctum (2011)
- Nobody Walks (2012)
- +1［プラスワン］ +1 (2013)
- パージ The Purge (2013)
- The Philosophers (2013)
- エンドレス・ラブ〜17歳の止められない純愛 Endless Love (2014)
- A Relative Stranger (2014)
- Cardboard Boxer (2014)
- ラストウィーク・オブ・サマー You Get Me (2017)

### テレビドラマ
- Don't Blame the Koalas (2002)
- Home and Away (2005 - 2008)
- TRUE DETECTIVE (2019)